# 傑森·戴維森
傑森·阿倫·戴維森（英語：Jason Alan Davidson，1991年6月29日—）是澳大利亞的一位足球運動員，拥有希腊与日本血统(祖母在日本廣島出生，及後移居澳洲 ).。在場上司職左後衛。現效力於希臘足球超級聯賽球隊潘塞萊科斯。

## 生平
戴維森的父親也曾是一位職業足球運動員。他也代表澳大利亞國家足球隊參加比賽，並且入選了201年巴西世界杯澳大利亞的23人大名單。

## 榮譽

### 球會
蔚山現代
- 亚足联冠军联赛冠军：2020

### 國際賽
澳洲隊
- 亞足聯亞洲盃冠軍: 2015年

## 外部連結
- Voetbal International profile （页面存档备份，存于） （荷兰文）